# Adobe Flash Builder

Adobe Flash Builder (anteriormente Adobe Flex Builder) es un entorno de desarrollo integrado escrito en la plataforma Eclipse destinado para el desarrollo de aplicaciones de Internet enriquecidas (RIA) y aplicaciones de escritorio multiplataforma, particularmente para la plataforma de Adobe Flash. El soporte para aplicaciones de escritorio multiplataforma fue añadido en Flex Builder 3 con la introducción de Adobe AIR.
Este producto fue conocido como Flex Builder hasta la versión 4, la cual pasó a llamarse Flash Builder. Este cambio de nombre se aplicó para representar su conexión a otros productos en la plataforma Adobe Flash, y para crear una clara distinción entre el framework de código abierto de Flex y el entorno de desarrollo integrado.

## Características

### Editor WYSIWYG
Además de los editores de código empotrados para MXML y Actionscript, Flash Builder soporta un editor WYSIWYG para modificar aplicaciones y componentes MXML.

### Depurador
Flash Builder incluye un depurador interactivo integrado permitiendo a los desarrolladores pasar a través de la ejecución de código mientras inspeccionan las variables y visualizan las expresiones.

### Profiler
La versión de Flex Builder 3 añadió soporte para análisis de rendimiento. La vista del profiler muestra información estadística acerca de donde y cuanta memoria está siendo consumida además del tiempo de ejecución de llamadas a funciones.